# Spondias purpurea
Момбін пурпуровий (Spondias purpurea) — вид тропічних рослин роду свиняча слива з родини анакардієві (Anacardiaceae). Інша назва «мексиканська слива», яку отримало завдяки схожості плодів з плодами сливи (за смаком і структурою).

## Опис
Це листопадне невисоке дерево, яке досягає заввишки 15 м. Дерево не дуже розлоге. Листя завдовжки від 12 до 25 см, складні і непарнопер'єсті. Листя складаються з 5-19 листочків від ланцетоподібної до яйцеподібної форми, кожен завдовжки від 2 до 4 см. Кожного листочку прикріплено до ості черешком. Листя, що тільки но розпустилися мають червоний колір, згодом вони стають темно-зеленими.
Квітки рослини дрібні, фіолетового або червоного кольору, зібрані в гроно, завдовжки до 4 см. Особливість рослини є те, що воно може давати плоди ще до весняного розпускання листя. Визрівання плодів відбувається з травня по липень.

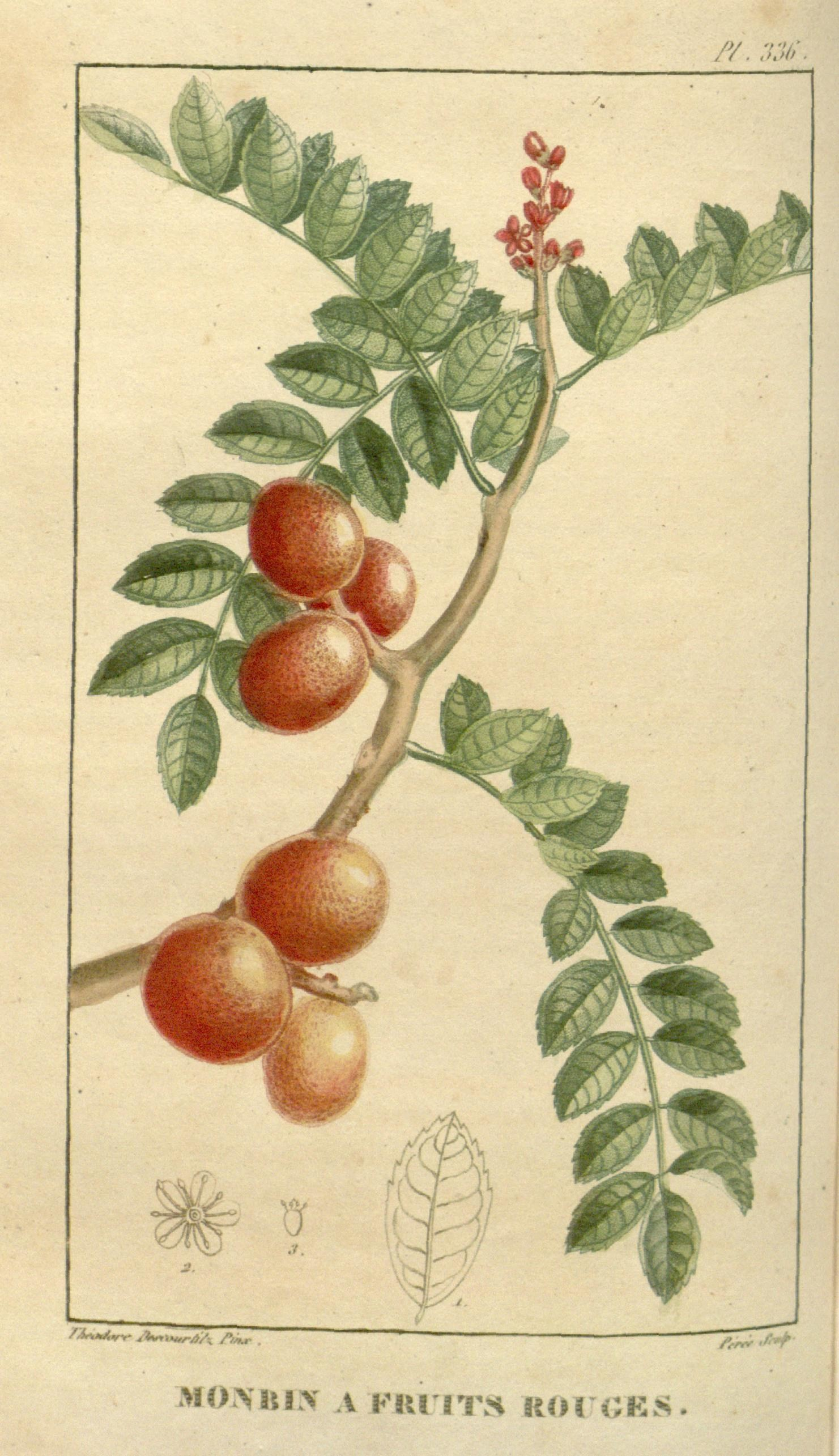
Плоди пурпурового момбіну

Довжина плодів становить від 2,5 до 5 см. Зверху вони вкриті жовтою, фіолетовою, червоною або помаранчевою глянсовою шкіркою. Усередині плоду міститься ароматна кисла м'якоть жовтого кольору, дуже соковита і за структурою волокниста. У центрі плоду — тверда кісточка жовто-коричневого кольору, що має поздовжні борозенки.

## Вирощування
Дерево дуже невибагливе до ґрунту. Посаджений в землю пурпуровий момбін швидко приймається, досягаючи значних темпів зростання. Тому ця рослина цінується при озелененні.

## Застосування
Плоди дуже багаті на вітамін групи В, аскорбінову кислоту (вітамін С), а також мінеральні елементи (калій, магній, залізо, мідь і фосфор).
Плоди вживають в свіжому, консервованому (маринованому) вигляді. Їх також прийнято тушкувати з цукром, в результаті чого отримують дуже смачну десертну страву. З пурпурового момбіна виходить якісне варення. На Філіппінах на їх основі роблять кисле рагу. З плодів виходить дуже корисний і смачний узвар.
Молоде листя також можна вживати в свіжому вигляді. Вони кислі, тому на їх основі виходять кислі супи, плоди додають до салатів і використовують як приправу до м'ясних і рибних страв.
Відваром кори лікують діарею і метеоризм.

## Розповсюдження
У дикому вигляді рослина зустрічається в Центральній Америці, Перу, Бразилії і на островах Карибського моря. Культивується в країнах за місцем свого походження, а також у Венесуелі, на Філіппінах та Нігерії.